# Junonia phycites
Junonia phycites är en fjärilsart som beskrevs av Hans Fruhstorfer 1912. Junonia phycites ingår i släktet Junonia och familjen praktfjärilar. Inga underarter finns listade i Catalogue of Life.